# CNN Chile
CNN Chile es un canal de televisión por suscripción de noticias chileno lanzado el 4 de diciembre de 2008 como una empresa conjunta entre la chilena VTR —entonces propiedad de Liberty Global— y la filial latinoamericana de la estadounidense Turner Broadcasting System, hoy Warner Bros. Discovery. Forma parte de la red global de CNN, siendo el primer canal dedicado de la cadena a un país de América Latina, al que se uniría años más tarde CNN Brasil.
Desde agosto de 2016 es completamente operado por Warner Bros. Discovery Latin America, y desde esa fecha emite desde los estudios ubicados en su complejo ubicado en la comuna de Santiago, Región Metropolitana, los que comparte con las operaciones de TNT Sports, y que también alojan a las dependencias de Chilevisión, con quién operó en conjunto sus servicios informativos entre 2019 y 2022.
El 4 de abril de 2023, el presidente ejecutivo de CNN Chile, Jorge Carey Carvallo, a través de su compañía Carey Media Holdings, adquiere el 100% de la señal y la licencia para operar bajo el nombre de CNN.

## Historia

### Antecedentes

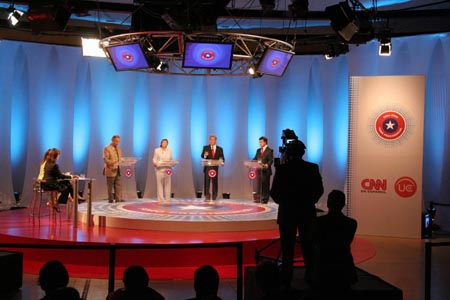
Debate televisivo del 19 de octubre de 2005 realizado por CNN en Español y Canal 13.

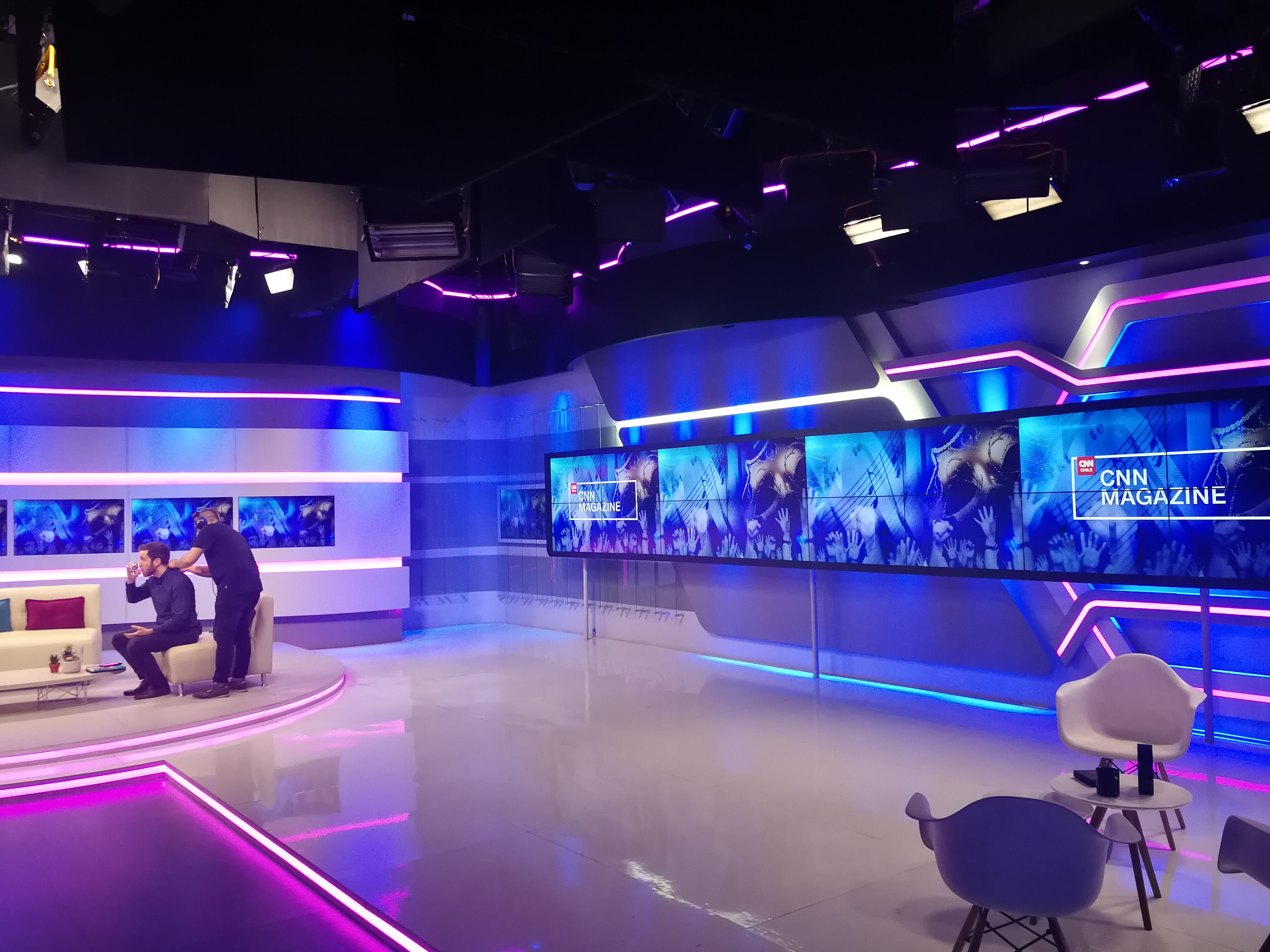
Estudio de CNN Chile.

La idea de VTR de implementar un canal de noticias producido en Chile data de 2003, cuando la empresa comenzó a evaluar diversas opciones. Entre ellas, asociarse con un canal de televisión chileno de señal abierta, lo que dio origen en Canal 13 al proyecto Tele13 Online; o formar una alianza con cadenas de televisión internacionales como CNN, con la que comenzó a negociar en 2004. 
A su vez, en CNN existía interés por el mercado chileno debido a su estabilidad política y económica, sumado al hecho que hasta ese entonces no existía un canal exclusivo de noticias en el país. Un primer avance en este sentido fue la producción y emisión conjunta entre CNN en Español y Canal 13 del debate televisado para la elección presidencial de Chile de 2005, el que fue conducido por Glenda Umaña y Constanza Santa María, y producido por Augusta Silva.

### Primeros años: 2008-2016
Las negociaciones entre VTR y CNN finalmente prosperaron, y la creación de CNN Chile fue anunciada el 13 de febrero de 2008. Las relaciones entre CNN Chile y Canal 13 no terminarían allí, ya que varias figuras y autoridades del último canal se integraron al nuevo proyecto: el periodista Patricio Hernández asumió la Dirección General de CNN Chile, y los periodistas Ramón Ulloa y Carola Fuentes se sumaron como conductores.
CNN Chile inició sus transmisiones a las 21:30 horas del 4 de diciembre de 2008 con la primera edición del noticiero Resumen ejecutivo: la primera noticia fue la cobertura al anuncio de Ricardo Lagos de no ser candidato en las elecciones presidenciales de 2009 a cargo del periodista Gustavo Manén. En la parrilla de VTR, CNN Chile reemplazó a CNN Internacional en la frecuencia 15 de su oferta básica, quedando sólo disponible en su servicio digital, a diferencia de CNN en Español, que también se mantuvo en la parrilla análoga del cableoperador. Con el paso del tiempo el canal fue incorporándose a más operadores de cable, incluyendo su llegada a DIRECTV en 2013, lo que le otorgó cobertura en Argentina, Colombia, Ecuador, Perú, Uruguay, Venezuela y el Caribe.
Sin embargo, varias figuras claves del canal renunciaron a la emisora en los primeros cinco años de operación: tres de sus cuatro directores abandonaron el canal (Rodrigo Fernández, operaciones; Patricio Hernández, noticias; y Eliana Rozas, editorial); Rodrigo Cerón (gerente técnico), Alejandro Repenning (director de noticias y programación) y Corina Bolívar (dirección de contenidos) asumieron los puestos vacantes. Marcelo Saavedra asumió como productor ejecutivo de la cadena hasta marzo de 2013, cuando emigró a 3TV; asumieron como productores ejecutivos los periodistas Jonathan Reyes, Mario Alcántara, Cristián Cid y Carlos Grage. El 9 de enero de 2014, Corina Bolívar dejó su puesto de directora de noticias y contenidos, y su cargo fue absorbido por Alejandro Repenning.

### Salida de VTR, señal HD y traslado a Machasa (2016-presente)
En agosto de 2016 Turner Broadcasting System Latin America compra la participación de VTR en CNN Chile, y adquiere el 100 % de las acciones del canal, convirtiéndose en su único operador. En noviembre del mismo año, el canal traslada sus estudios a la exfábrica de Machasa, remodelada para albergar los canales de Turner. En abril de 2017 CNN Chile lanzó su propia señal en alta definición disponible en las cableoperadoras VTR y Movistar.
En 2018 el Gobierno de Venezuela bloqueó la señal de CNN Chile en todos los servicios de televisión por cable venezolanos. Durante ese mismo año, el canal forma una alianza informativa con su entonces señal hermana Chilevisión —en ese entonces también propiedad de Turner— que se vio reflejada en una unificación de noticieros, periodistas, archivo histórico, rostros en pantalla y generación de coberturas especiales. Tras la venta del canal por parte de WarnerMedia a ViacomCBS (hoy Paramount Global) en 2021, la alianza fue disuelta, los servicios informativos separados y los departamentos de prensa regresando a funcionar de manera independiente, hecho que se concretó el 31 de marzo de 2022.
El 4 de diciembre de 2021, CNN Chile transmitió por primera vez un partido de fútbol de la Primera División de Chile entre Deportes La Serena versus Santiago Wanderers, el que fue exhibido para toda Sudamérica.
En mayo de 2024, Jorge Carey, presidente de la edición chilena de la compañía anunció el pronto lanzamiento de CNN Chile Radio, liderado por los periodistas Carolina Urrejola y Fernando Paulsen.

## Medios afiliados
CNN Chile tiene alianzas estratégicas con diversos medios de comunicación, incluyendo a trece canales regionales; otros acuerdos han incluido a la plataforma Mapcity, y a la Facultad de Comunicaciones de la Pontificia Universidad Católica de Chile.
- Antofagasta TV (Antofagasta).
- Arica TV (Arica).
- ATV Valdivia (Valdivia).
- Canal 9 Bío-Bío Televisión (Concepción).
- Diario Financiero.
- Girovisual Televisión (San Antonio).
- Holvoet TV (Copiapó).
- Iquique Televisión (Iquique).
- ITV Patagonia (Punta Arenas).
- La Tercera.
- Radio Bío-Bío.[10]
- Red de Diarios Ciudadanos.
- Revista América Economía.
- Sextavisión (Rancagua).
- Thema Televisión (La Serena).
- Universidad Autónoma de Chile Televisión (Talca y Temuco).
- Vértice TV (Puerto Montt).
- Canal 11 (Puerto Aysén).